# Bugarra
Bugarra es un municipio de la Comunidad Valenciana, España. Perteneciente a la provincia de Valencia, en la comarca de Los Serranos. Cuenta con una población de 781 habitantes (INE 2024). Se trata de un municipio castellanohablante, en el que el castellano cuenta con el predominio lingüístico reconocido legalmente.

## Geografía

Localización de Bugarra respecto a la comarca de Los Serranos

Situado en la cuenca del río Turia, en la vertiente norte de la sierra de Chiva. La superficie del término es muy accidentada y montañosa. Las alturas más importantes son: el Alto de Roger, Bastos, Aliagar, Tajudo, Fuente y Pinada. En la parte norte del término hay una extensa meseta. El Turia cruza el término de oeste a este, pero también es drenado por los barrancos de la Fuente y de Marjuela.
El clima es mediterráneo y los vientos dominantes son el cierzo y el poniente. El viento denominado localmente tortosino provoca las lluvias, de otoño a primavera. El pueblo está situado en la margen izquierda del río Turia, en las vertientes de la Peña Roya. Hay una zona excelente para el baño en el río, cercana al campamento.
Se accede a esta localidad, desde Valencia, tomando la CV-35 para enlazar con la CV-376 y luego la CV-377. Otro trayecto, quizá mejor, es tomar la carretera Madrid a Cheste; de ahí, dirección Liria saliendo de Cheste, y cogiendo hacia Pedralba la CV-380 y de Pedralba a Bugarra.
Bugarra, junto con Pedralba y Gestalgar, forman una especie de subcomarca en la ribera del curso medio del Turia, muy vinculada, por proximidad, a Liria, pero también a Cheste y Chiva. Según algunos autores, el carácter castellanohablante de estos municipios hace que se les incluya en la comarca de Los Serranos, pero no es el único motivo. También hay motivos históricos, culturales y geográficos.
El término municipal de Bugarra limita con las localidades de Cheste, Chulilla, Gestalgar, Liria, Pedralba y Villar del Arzobispo todas ellas de la provincia de Valencia.

### Clima
Bugarra tiene un clima mediterráneo, al igual que los pueblos de la comarca de Los Serranos. La amplitud térmica es muy amplia, con temperaturas bajas en invierno, a veces por debajo de los 0 °C, y en verano por encima de los 30. Aun así no tiene tanta altitud como los demás pueblos de la comarca, su temperatura media es de 16 °C y las lluvias abundan en otoño y abril.
| Parámetros climáticos promedio de Bugarra (1961-1975) | Parámetros climáticos promedio de Bugarra (1961-1975) | Parámetros climáticos promedio de Bugarra (1961-1975) | Parámetros climáticos promedio de Bugarra (1961-1975) | Parámetros climáticos promedio de Bugarra (1961-1975) | Parámetros climáticos promedio de Bugarra (1961-1975) | Parámetros climáticos promedio de Bugarra (1961-1975) | Parámetros climáticos promedio de Bugarra (1961-1975) | Parámetros climáticos promedio de Bugarra (1961-1975) | Parámetros climáticos promedio de Bugarra (1961-1975) | Parámetros climáticos promedio de Bugarra (1961-1975) | Parámetros climáticos promedio de Bugarra (1961-1975) | Parámetros climáticos promedio de Bugarra (1961-1975) | Parámetros climáticos promedio de Bugarra (1961-1975) |
| Mes                                                   | Ene.                                                  | Feb.                                                  | Mar.                                                  | Abr.                                                  | May.                                                  | Jun.                                                  | Jul.                                                  | Ago.                                                  | Sep.                                                  | Oct.                                                  | Nov.                                                  | Dic.                                                  | Anual                                                 |
| ----------------------------------------------------- | ----------------------------------------------------- | ----------------------------------------------------- | ----------------------------------------------------- | ----------------------------------------------------- | ----------------------------------------------------- | ----------------------------------------------------- | ----------------------------------------------------- | ----------------------------------------------------- | ----------------------------------------------------- | ----------------------------------------------------- | ----------------------------------------------------- | ----------------------------------------------------- | ----------------------------------------------------- |
| Temp. máx. abs. (°C)                                  | 32                                                    | 33                                                    | 36                                                    | 39                                                    | 40                                                    | 49                                                    | 49                                                    | 45.5                                                  | 44                                                    | 37                                                    | 34                                                    | 30                                                    | 49                                                    |
| Temp. máx. media (°C)                                 | 19.1                                                  | 20.6                                                  | 22.6                                                  | 25                                                    | 28                                                    | 32.8                                                  | 36.6                                                  | 36.4                                                  | 32.6                                                  | 28                                                    | 22.9                                                  | 19.5                                                  | 27                                                    |
| Temp. media (°C)                                      | 12.5                                                  | 13.7                                                  | 15.1                                                  | 17.3                                                  | 20.2                                                  | 24.3                                                  | 27.9                                                  | 28.1                                                  | 25                                                    | 20.7                                                  | 15.9                                                  | 13.2                                                  | 19.5                                                  |
| Temp. mín. media (°C)                                 | 6                                                     | 6.8                                                   | 7.6                                                   | 9.7                                                   | 12.4                                                  | 15.8                                                  | 19.3                                                  | 19.8                                                  | 17.5                                                  | 13.5                                                  | 8.9                                                   | 6.8                                                   | 12                                                    |
| Temp. mín. abs. (°C)                                  | -4.5                                                  | -1                                                    | -3.5                                                  | 1                                                     | 3                                                     | 9                                                     | 12                                                    | 10                                                    | 10                                                    | 4                                                     | -1.5                                                  | -4                                                    | -4.5                                                  |
| Precipitación total (mm)                              | 20.7                                                  | 31.6                                                  | 21                                                    | 50.4                                                  | 36.8                                                  | 25.8                                                  | 8.9                                                   | 31.7                                                  | 36                                                    | 69.9                                                  | 52.6                                                  | 48.4                                                  | 433.8                                                 |
| Fuente: Atlas Climático de la Comunidad Valenciana.   |                                                       |                                                       |                                                       |                                                       |                                                       |                                                       |                                                       |                                                       |                                                       |                                                       |                                                       |                                                       |                                                       |

### Extensión del término
Bugarra tiene una extensión de 3946 hectáreas, distribuidas de la siguiente manera: superficie edificada 7,45,50 ha, bosque 23,83,06 ha, pastos 2200,00,00 ha, terreno yermo 133,26,69 ha, cultivos de secano 542,50,00 ha y cultuvos de regadío 9,51,00 ha, en total 3946,56,25 ha[cita requerida]

## Historia
Se han encontrado resto de época ibera (Torralba, La Loma de la Tía Soldá, El Castillejo y El Corral Quemao) y romana (cerca de La Hortozuela). Fue conquistada por Jaime I. En 1609 se quedó despoblada tras la expulsión de los moriscos. En el siglo XVIII se consolidará la llegada de nuevos colonos, mayoritariamente de la Serranía, y especialmente de Chulilla.
Jaime I entregó estas tierras y las de Pedralba al señorío de los Zapatas, hasta su caída en 1850 cuando los dos pueblos se independizaron. La parroquia de Bugarra dependió de la de Pedralba hasta 1902, cuando consiguió su independencia.

## Topónimo
Como el topónimo La Alpujarra (Granada), Bugarra procede del árabe y significa 'prado', que es lo que hace el Turia a la altura del asentamiento urbano después de bajar encajado entre montañas. Etimológicamente, el nombre deriva del término árabe al Busherat (al-bugscharra), que podría traducirse como 'la tierra de hierba' o 'la tierra de pastos'. Después de la expulsión de los moriscos el 1609 el topónimo se mantuvo adaptándose a la fonética de las hablas de los nuevos colonos cristianos de la Serranía.

## Demografía
Bugarra cuenta con una población de 781 habitantes (INE 2024).
| Gráfica de evolución demográfica de Bugarra entre 1842 y 2021                                                       |
| |
| Población de derecho según los censos de población del INE Población de hecho según los censos de población del INE |

## Economía
El naranjo («naranjero» según los lugareños) es el principal cultivo, con una producción por encima de los 10 millones de kilos. En los últimos años, los cítricos han absorbido otros cultivos como los albaricoques o el melocotón, que hace tan sólo diez años tenían una gran presencia. Casi toda la producción se comercializa en COBATUR (Cooperativa Agrícola del Bajo Turia). En el secano se cultiva algarrobos, olivos y vid que produce vino de excelente calidad. Hay regadío en casi todo el valle que rodea la capital municipal en el que se cultivan frutas y hortalizas. Se riega con aguas del río Turia a través de la acequia de Bugarra, que tiene una longitud de 9 km. Hay ganado ovino y cabrío. También cuenta con minas de caolín. Se fabrica alcohol vínico. Existe un salto hidroeléctrico en el Turia (Central Hidráulica de Bugarra) con una potencia instalada de 600 kWh.

## Administración y política
| Periodo   | Nombre                      | Partido       |
| --------- | --------------------------- | ------------- |
| 1979-1983 | Pedro Pérez Martínez        | UCD           |
| 1983-1987 | Juan Manuel García Calduch  | Independiente |
| 1987-1991 | Rafael Castelló Marco       | UV            |
| 1991-1995 | Pedro Pablo Cánovez Dolz    | Independiente |
| 1995-1999 | Juan Manuel García Calduch  | PP            |
| 1999-2003 | Juan Manuel García Calduch  | PP            |
| 2003-2007 | Juan Manuel García Calduch  | PP            |
| 2007-2011 | Juan Manuel García Calduch  | PP            |
| 2011-2015 | Juan Manuel García Calduch  | PP            |
| 2015-2019 | María Teresa Cervera García | PP            |
| 2019-2023 | María Teresa Cervera García | PP            |
| 2023-act. | María Teresa Cervera García | PP            |

## Deportes
Fútbol: Bugarra cuenta con el CD Bugarra que está en Tercera FFCV y juega en el campo "El Molino".
Ciclismo: El club ciclista Bugarra, club de ciclismo que realiza actividades a pie o en bici.
Pesca: Club de pescadores deportivos de Bugarra. Pesca en la zona del río Turia en el término municipal de Bugarra.

## Gota fría 2024
La localidad fue afectada por la DANA del 29 de octubre de 2024, al igual que otras muchas localidades de Valencia y Castilla-La Mancha. Bugarra fue arrasada por cañas, barro y agua tras el paso del río Turia y su desborde. El río pasa a menos de 200 m del casco urbano de Bugarra y destrozó lo que se encontraba a su paso. El campo de fútbol quedó inhabilitado y los puentes del río Turia también quedaron cubiertos de barro, al igual que muchas casas, chalets e infraestructuras.

## Fiestas
- San Antonio Abad. Se celebra el 17 de enero, hogueras en la plaza Mayor.[3]
- San Juan Bautista. Se celebra el 24 de junio.[3]
- Fiestas de la Virgen de Agosto. A partir del 15 de agosto en honor de la Virgen de la Asunción y de San Roque.[3]
- Fiestas Patronales. Las fiestas patronales se celebran en honor a la Virgen del Rosario y el Cristo de la buena Muerte, se celebran el 7 de octubre.[3]
- Toros. Tienen lugar la semana de Pascua y duran siete días (de lunes a domingo). Por regla general, cada día se compone de una Entrá a las 13.30 h en las calles Larga y Abajo, seguida de una Prueba en la calle Ancha. A las 18:00 hay una dxhibición de ganado en la playa Mayor y el día termina con un Toro Embolao sobre las 23:30. La celebración se acompaña además de verbenas durante el fin de semana.[3]